# Laboratorio ciudadano

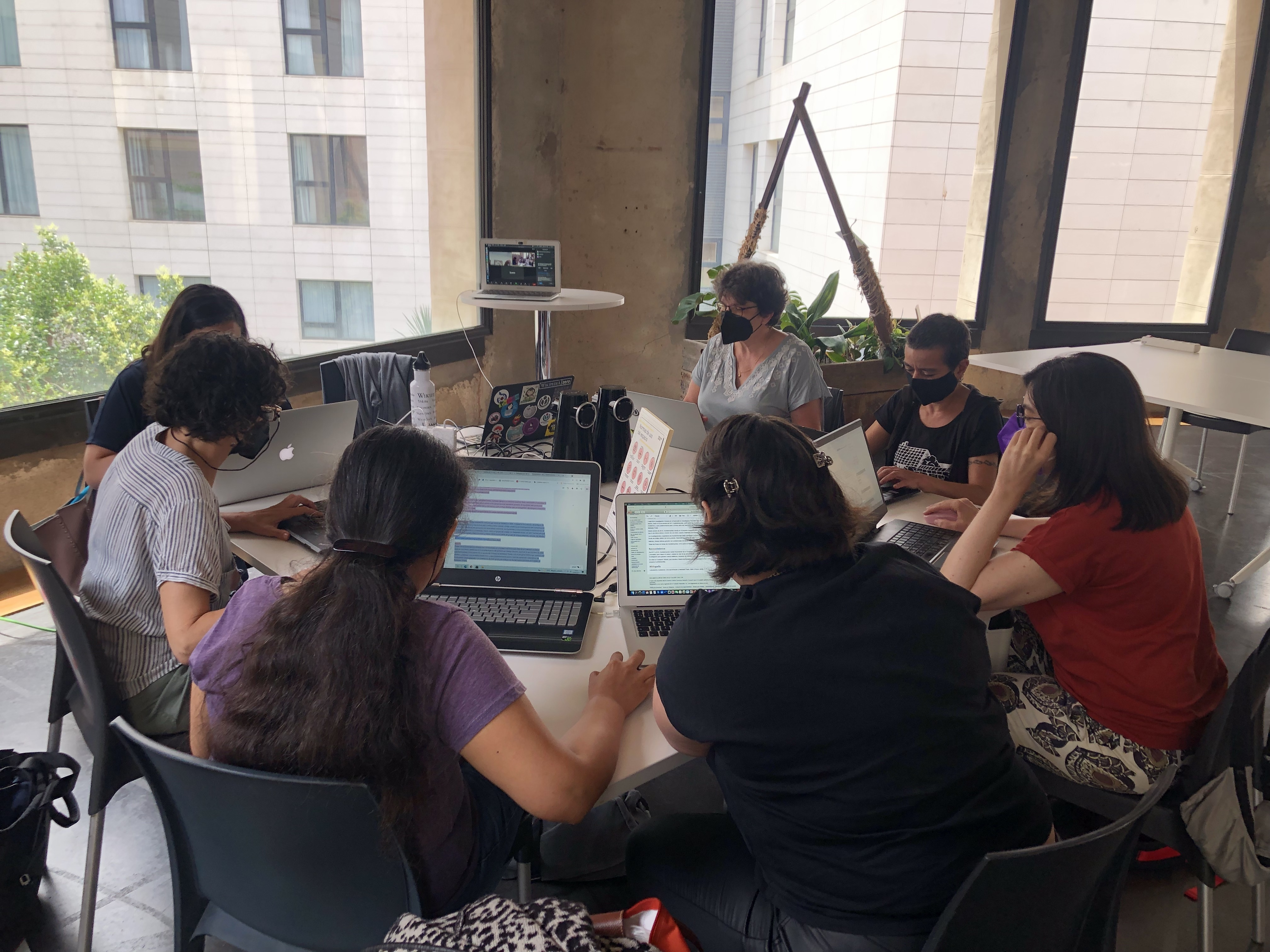
Grupo de colaboradores en plena sesión de prototipado en las instalaciones de Medialab Prado, cuna de la metodología de los laboratorios ciudadanos en la ciudad de Madrid.

Un laboratorio ciudadano es un concepto que ha cobrado relevancia en el siglo XXI como una forma innovadora de involucrar a la comunidad en la mejora de la vida en común. Estos espacios proporcionan un entorno colaborativo y participativo en el que las personas pueden proponer, desarrollar y llevar a cabo proyectos destinados a resolver problemas o mejorar aspectos de su entorno local. A menudo, los participantes en un laboratorio ciudadano son individuos que no se conocen previamente pero que comparten un interés común en crear un impacto positivo en su comunidad.

## Páginas relacionadas
- Medialab Matadero
- Participación ciudadana